# Альфонсо XI
Альфо́нсо XI (ісп. Alfonso XI; 13 серпня 1311 — 26 березня 1350) — король Кастилії (1312—1350). Представник кастильської Бургундської династії. Син кастильського короля Фернандо IV. Прізвисько — Справедли́вий (ісп. el Justiciero).

## Біографія

### Молоді роки
Походив з Бургундської династії. Син Фернандо IV, короля Кастилії і Леону, та Констанції Португальської. Альфонсо не було і року, коли раптово помер його батько. Фернандо IV планував призначити регентом свого стрийка Хуана, мати Марію де Моліна, дружину Констанцію та брата Педро. Втім, він не встиг зробити остаточних розпоряджень щодо регентства до своєї смерті.
Тому в боротьбу за право опікуватися короля вступила вся аристократія. Одну групу очолював інфант Хуан, іншу — інфант Педро. Країна занурилася в хаос. Під час боротьби у 1313 році помирає мати короля. У 1314 році досягнуто домовленостей між інфантами Хуаном і Педро, за якою вплив цих регентів поділило державу на дві частини. Втім й тоді змови й протистояння між регентами-інфантами тривали.
Після загибелі обох регентів у 1319 році під час військової кампанії проти Гранадського емірату, регентом стає бабця короля — Марія де Моліна. Її фактичне правління тривало до 1321 року. Після цього регентську раду утворили стрийко-інфант Філіп, син короля Санчо IV, Хуан-Мануель, онук Фердинанда III, Хуан, син померлого інфанта Хуана. Альфонсо XI виріс серед змов, ставши віроломним, жорстоким і розпусним.

### Самостійне правління
Лише у 1325 році король зумів перебрати на себе фактичну владу. Того ж року одружився з Констансою, донькою принца Вільена. Із самого початку намагався зменшити вплив грандів та королівських родичів. Королівська влада посилилася в результаті скасування деяких військових орденів і встановлення жорсткого контролю над знаттю. У 1327 році його шлюб було анульовано. Наступного року одружився з донькою короля Португалії. У 1330 році у битві при Теба завдав поразки Гранадському емірату. У 1331 році Альфонсо де ла Серда визнав Альфонсо XI королем.
Одружившись із португальською інфантою, король незабаром став відкрито нехтувати нею і дав права королеви своїй коханці Леонорі де Гусман, що призвело до війни з тестем Афонсу IV, королем Португалії у 1332 році. Останнього підтримав принц Вільєна. Того ж року маври відвоювали фортецю Гібралтар. Лише під загрозою чергового нашестя маврів (кастильський флот зазнав поразки 1340 року) й за посередництвом папи римського Бенедикта XII супротивники змогли примиритися. Альфонсо XI неохоче погодився віддалити від себе коханку і повернути дружину.
З цього моменту перебував під впливом католицького духівництва. Задля поліпшення морали населення ще у 1332 році своїм наказом заборонив карткові ігри.
У 1340 році спільне військо Кастилії і Португалії у битві на Ріо-Саладо здобуло блискучу перемогу над військом султанату Маринідів, в результаті чого було захоплено багату здобич. 1341 року за допомогою генуезців Альфонсо XI розбив маврів на море, потім захопив Алькала-ла-Реаль. 1343 року переміг маврів у битві при Пальмонес. У 1344 році після дворічної облоги було захоплено важливе місто Альхесірас. Володіння королівства поширилися до Гібралтарської протоки.
Альфонсо XI втручався в Столітню війну між Англією та Францією, намагаючись розширити торгівлю вовною і отримати нові ринки збуту у Фландрії. Тому було укладено союз з королем Франції.
1350 року Альфонсо XI взяв в облогу Гібралтар, але помер від чуми під його стінами під час епідемії Чорної смерті, яка спалахнула в його таборі. Владу успадкував єдиний законний син Педро.

## Сім'я
- 1-а дружина: Констанса (1315/1317—1345), донька вільєнського князя Хуана.
- 2-а дружина: Марія, донька Афонсу IV, короля Португалії
  - Фердинанд (1332—1333)
  - Педро I (1334—1369), король Кастилії (1350—1366, 1367—1369)
- Коханка — Леонора де Гусман
- Діти:
  - Педро Альфонсо (1330—1338), сеньйор Агілар
  - Санчо (1331—1343), сеньйор Ледесма
  - Енріке II (1334—1379), король Кастилії (1366—1367, 1369—1379)
  - Федериго (1333—1358), сеньйор Аро
  - Фернандо (1336—1350), 2-й сеньйор Ледесма
  - Тельо (1337—1370), сеньйор Агілар
  - Хуан (1341—1359), сеньйор бадахоса і Хереса-де ла Фонтьєра
  - Хуана (1342—після 1366), дружина Фернандо Руїса де Кастро
  - Санчо (1343—1375), граф Альбуркеркський
  - Педро (1345—1359)